# 연합뉴스TV 선택
《연합뉴스TV 선택》는 대한민국의 연합뉴스 TV에 방송한 선거 특집 프로그램이다.

## 변천사
- 선택 4.11 (19대 총선) (2012년 4월 11일)
- 선택 12.19 (18대 대선) (2012년 12월 19일)
- 선택 6.4 (6회 지선) (2014년 6월 4일)
- 선택 4.13 (20대 총선) (2016년 4월 13일)
- 선택 5.9 (19대 대선) (2017년 5월 9일)
- 선택 6.13 (7회 지선) (2018년 6월 13일)
- 선택 4.15 (21대 총선)  (2020년 4월 15일)
- 대선 2022 (20대 대선) (2022년 3월 9일)
- 지선 2022 (8회 지선) (2022년 6월 1일)
- 총선 2024 (22대 총선) (2024년 4월 10일)
- 대선 2025 선택, 우리의 내일 (21대 대선) (2025년 6월 3일)

## 같이 보기
- 선거
- 투표